# Русвіль
Русвіль (нім. Ruswil) — громада  в Швейцарії в кантоні Люцерн, виборчий округ Зурзее.

## Географія
Громада розташована на відстані близько 55 км на схід від Берна, 15 км на захід від Люцерна.
Русвіль має площу 45,3 км², з яких на 7% дозволяється будівництво (житлове та будівництво доріг), 71,9% використовуються в сільськогосподарських цілях, 20,7% зайнято лісами, 0,5% не є продуктивними (річки, льодовики або гори).

## Демографія
2019 року в громаді мешкало 7046 осіб (+6,9% порівняно з 2010 роком), іноземців було 9,5%. Густота населення становила 156 осіб/км².
За віковим діапазоном населення розподілялося таким чином: 22,4% — особи молодші 20 років, 61,2% — особи у віці 20—64 років, 16,4% — особи у віці 65 років та старші. Було 2794 помешкань (у середньому 2,5 особи в помешканні).
Із загальної кількості 3100 працюючих 630 було зайнятих в первинному секторі, 978 — в обробній промисловості, 1492 — в галузі послуг.